# آدام الیور (بازیکن فوتبال)
آدام الیور (انگلیسی: Adam Oliver؛ زادهٔ ۲۵ اکتبر ۱۹۸۰) بازیکن فوتبال اهل بریتانیا است.
از باشگاه‌هایی که در آن بازی کرده‌است می‌توان به باشگاه فوتبال وست برومویچ آلبیون اشاره کرد.
وی همچنین در تیم ملی فوتبال زیر ۲۰ سال انگلستان بازی کرده‌است.